# AEW Fyter Fest
AEW Fyter Fest es un especial de televisión anual de lucha libre profesional producido por la empresa estadounidense All Elite Wrestling. El nombre del evento es una parodia del fallido Fyre Festival.

## Ediciones

### 2019
Fyter Fest 2019 tuvo lugar el 29 de junio de 2019 desde el Ocean Center en Daytona Beach, Florida.

#### Resultados
En paréntesis se indica el tiempo de cada combate:
- The Buy In: Best Friends (Chuck Taylor & Trent Beretta) derrotaron a SoCal Uncensored (Frankie Kazarian & Scorpio Sky) y Private Party (Isiah Kassidy & Marq Quen) y avanzaron a All Out por una oportunidad para clasificar directamente a segunda ronda del torneo por el Campeonato Mundial en Parejas de AEW (16:00).[4]
  - Beretta cubrió a Kassidy después de un «Strong Zero».
- The Buy In: Allie derrotó a Leva Bates (con Peter Avalon) (8:50).[4]
  - Allie cubrió a Bates después de un «Superkick».
  - Durante la lucha, Avalon interfirió a favor de Bates.
  - Originalmente Kylie Rae iba enfrentarse contra Bates, pero fue reemplazada por Allie debido a que no se presentó.
- The Buy In: Michael Nakazawa derrotó a Alex Jebailey en un Hardcore Match (9:30).[4]
  - Nakazawa cubrió a Jebailey con un «Roll-up».
- CIMA derrotó a Christopher Daniels (9:40).[4]
  - CIMA cubrió a Daniels después de un «Meteora».
  - Después de la lucha, ambos se dieron la mano en señal de respeto.
- Riho derrotó a Yuka Sakazaki y Nyla Rose (12:30).[4]
  - Riho cubrió a Rose con un «Roll-up».
  - Después de la lucha, Rose atacó a Riho, pero fue detenida por Sakazaki.
- "Hangman" Adam Page derrotó a Jungle Boy (con Luchasaurus), Jimmy Havoc y MJF (10:50).[4]
  - Page cubrió a Havoc después de un «Dead Eye».
- Cody (con Brandi Rhodes) y Darby Allin terminó sin resultado (20:00).[4]
  - La lucha terminó en empate cuando superó el tiempo de límite de los 20 minutos reglamentarios.
  - Después de la lucha, Shawn Spears atacó a Cody con una silla.
- The Elite (Kenny Omega, Matt Jackson & Nick Jackson) derrotaron a Lucha Brothers (Pentagón Jr. & Rey Fénix) y Laredo Kid (20:50).[4]
  - Omega cubrió a Kid después de un «One-Winged Angel».
  - Originalmente, PAC iba a ser parte de la lucha, pero fue reemplazado por Kid debido por diferencias creativas.
- Jon Moxley derrotó a Joey Janela en un Non-Sanctioned Match (20:00).[4]
  - Moxley cubrió a Janela después de un «Paradigm Shift» sobre tachuelas.
  - Después de la lucha, Kenny Omega atacó a Moxley.

### 2020
Fyter Fest 2020 fue un especial de televisión que se va transmitir en vivo el 1 y 8 de julio de 2020 por el canal televisivo estadounidense TNT como un episodio de Dynamite. Originalmente estaba inicialmente programado para realizarse en Londres, Inglaterra en junio y sería el debut de AEW en el Reino Unido, pero tuvo que cambiar de ubicación debido a la pandemia mundial de COVID-19.

#### Resultados

##### Día 1: 1 de julio
- Jurassic Express (Jungle Boy & Luchasaurus) (con Marko Stunt) derrotaron a MJF & Wardlow.
  - Luchasaurus cubrió a Wardlow después de un «Diving Shooting Star Press».
  - Durante la lucha, Stunt interfirió a favor de Jurassic Express.
- Hikaru Shida derrotó a Penelope Ford (con Kip Sabian) y retuvo el Campeonato Mundial Femenino de AEW.
  - Shida cubrió a Ford después de un «Three Count».
  - Durante la lucha, Sabian interfirió a favor de Ford.
- Cody (con Arn Anderson) derrotó a Jake Hager (con Catalina White) y retuvo el Campeonato TNT de AEW.
  - Cody cubrió a Hager después de revertir un «Arm Triangle» cayendo sobre Hager.
  - Durante la lucha, White interfirió a favor de Hager, mientras que Anderson y Dustin Rhodes interifieron a favor de Cody.
- Private Party (Isiah Kassidy & Marq Quen) (con Matt Hardy) derrotaron a Proud & Powerful (Santana & Ortiz).
  - Quen cubrió a Santana después de un «Gin & Juice».
  - Durante la lucha, Hardy interfirió a favor de Private Party.
- The Elite (Kenny Omega & "Hangman" Adam Page) derrotaron a Best Friends (Chuck Taylor & Trent?) y retuvieron el Campeonato Mundial en Parejas de AEW.
  - Page cubrió a Taylor después de un «Buckshot Lariat».
  - Después de la lucha, FTR (Cash Wheeler & Dax Harwood) salieron a confrontar a The Elite, pero fueron detenidos por The Young Bucks (Matt Jackson & Nick Jackson).

##### Día 2: 8 de julio
- The Elite (Kenny Omega & "Hangman" Adam Page) derrotaron a Private Party (Isiah Kassidy & Marq Quen) (con Matt Hardy) y retuvieron el Campeonato Mundial en Parejas de AEW.
  - Page cubrió a Kassidy después de un «The Last Call».
- Lance Archer (con Jake Roberts) derrotó a Joey Janela (con Sonny Kiss).
  - Archer cubrió a Janela después de un «Blackout» sobre la mesa del ringside.
  - Antes de la lucha, Archer atacó a Kiss.
  - Durante la lucha, Kiss interfirió a favor de Janela, mientras que Roberts interfirió a favor de Archer.
- The Butcher & The Blade y Lucha Brothers (Pentagón Jr. & Rey Fénix) derrotaron a FTR (Cash Wheeler & Dax Harwood) y The Young Bucks (Matt Jackson & Nick Jackson).
  - Pentagón cubrió a Matt después de un «LB Driver».
- Nyla Rose derrotó a Kenzie Paige & KiLynn King.
  - Rose cubrió a Paige después de un «Beast Bomb» sobre King.
- The Dark Order (Brodie Lee & Stu Grayson) & Colt Cabana derrotaron a SoCal Uncensored (Christopher Daniels, Frankie Kazarian & Scorpio Sky).
  - Cabana cubrió a Daniels después de un «Discus Lariat» de Lee.
- Chris Jericho (con Santana & Ortiz) derrotó a Orange Cassidy.
  - Jericho cubrió a Cassidy después de un «Judas Effect».
  - Durante la lucha, Santana & Ortiz interfirieron a favor de Jericho, mientras que Best Friends (Chuck Taylor & Trent?) interfirieron a favor de Cassidy.

### 2021
Fyter Fest 2021 fue un especial de televisión que se transmitió en vivo el 14 y el 21 de julio de 2021 por el canal televisivo estadounidense TNT como un episodio de Dynamite y producido por All Elite Wrestling desde el H-E-B Center at Cedar Park en Cedar Park, Texas en la primera noche y desde Curtis Culwell Center en Garland, Texas en la segunda noche.

#### Resultados

##### Día 1: 14 de julio
- Jon Moxley (con Eddie Kingston) derrotó a Karl Anderson (con Doc Gallows) y retuvo el Campeonato Peso Pesado de los Estados Unidos de la IWGP.
  - Moxley cubrió a Anderson después de un «Paradigm Shift».
- Ricky Starks derrotó a Brian Cage (con Taz) y ganó el Campeonato de FTW.
  - Starks cubrió a Cage después de un «Spear».
  - Durante la lucha, Powerhouse Hoobs y Hook interfirieron a favor de Starks.
  - Después de la lucha, Starks celebró junto a Taz y el Team Taz.
- Christian Cage derrotó a Matt Hardy.
  - Cage cubrió a Hardy después de un «Killswitch».
  - Después de la lucha, The Hardy Family Office (Angélico, Isiah Kassidy & Marq Quen) intentaron atacar a Cage pero fueron detenidos por Jurassic Express (Jungle Boy & Luchasaurus).
- Sammy Guevara derrotó a Wheeler Yuta.
  - Guevara cubrió a Yuta después de un «GTH».
- Yuka Sakazaki derrotó a Penelope Ford.
  - Sakazaki cubrió a Ford después de un «Magical Merry Go Round» seguido de un «Magical Girl Splash».
- Darby Allin (con Sting) derrotó a Ethan Page (con Scorpio Sky) en un Coffin Match.
  - Allin ganó la lucha después de meter a Page en el ataúd.
  - Después de la lucha, Allin le aplicó un «Coffin Drop» a Page mientras se encontraba dentro del ataúd.

##### Día 2: 22 de julio
- Chris Jericho derrotó a Shawn Spears en un The Five Labours of Jericho.
  - Jericho cubrió a Spears después de un «Judas Effect».
  - Spears podía usar como armamento una silla, sin embargo Jericho no.
- Doc Gallows (con Karl Anderson) derrotó a Frankie Kazarian.
  - Gallows cubrió a Kazarian después de un «Sit-Out Tree Slam».
  - Después de la lucha, Gallows & Anderson atacaron a Kazarian.
- Darby Allin (con Sting) derrotó a Wheeler Yuta (con Orange Cassidy).
  - Allin cubrió a Yuta después de un «Coffin Drop».
- Dr. Britt Baker D.M.D (con Rebel) derrotó a Nyla Rose (con Vickie Guerrero) y retuvo el Campeonato Mundial Femenino de AEW.
  - Baker forzó a Rose a rendirse con un «Lockjaw».
  - Durante de la lucha, Rebel interfirió a favor de Baker, mientras que Guerrero lo hizo a favor de Rose.
- Orange Cassidy (con Kris Statlander) derrotó a The Blade (con The Bunny).
  - Cassidy cubrió a The Blade después de un «Orange Punch».
- Lance Archer (con Jake Roberts) derrotó a Jon Moxley en un Texas Deathmatch y ganó el Campeonato Peso Pesado de los Estados Unidos de la IWGP.
  - Archer ganó la lucha después de que Moxley no reaccionara a la cuenta de 10 después de ser lanzado sobre las mesas con alambre de púas.

### 2022
Fyter Fest 2022 fue un especial de televisión que se transmitió en vivo por el canal televisivo estadounidense TBS, como especiales de los programas de televisión semanales Dynamite y Rampage, el 13 y 20 de julio de 2022 desde el Enmarket Arena en Savannah, Georgia en la primera noche y desde Curtis Gas South Arena en Duluth, Georgia en la segunda noche.

#### Resultados

##### Semana 1: Dynamite 13 de julio
- Wardlow derrotó a Orange Cassidy y retuvo el Campeonato TNT de AEW.
  - Wardlow cubrió a Cassidy después de un «Powerbomb».
  - Después de la lucha, Wardlow y Cassidy se dieron la mano en señal de respeto.
- Jon Moxley derrotó a Konosuke Takeshita.
  - Moxley forzó a Takeshita a rendirse con un «Bulldog Choke».
  - El Campeonato Mundial Interino de AEW de Moxley no estuvo en juego.
- Luchasaurus (con Christian Cage) derrotó a Griff Garrison (con Brian Pillman Jr.).
  - Luchasaurus forzó a Garrison a rendirse con un «Snare Trap».
  - Después de la lucha, Luchasaurus atacó a Varsity Blondes.
- Claudio Castagnoli derrotó a Jake Hager.
  - Castagnoli cubrió a Hager después de un «Ricola Bomb».
  - Durante la lucha, Matt Menard & Angelo Parker interfirieron a favor de Hager.
- Serena Deeb derrotó a Anna Jay.
  - Deeb forzó a Jay a rendirse con un «Serenity Lock».
  - Después de la lucha, Debb atacó a Jay, pero fue detenida por Mercedes Martinez.
- Swerve In Our Glory (Keith Lee & Swerve Strickland) derrotaron a The Young Bucks (Matt Jackson & Nick Jackson) (c) (con Brandon Cutler) y Team Taz (Ricky Starks & Powerhouse Hobbs) y ganaron el Campeonato Mundial en Parejas de AEW.
  - Strickland cubrió a Starks después de un «Swerve Stomp».
  - Durante la lucha, Cutler interfirió a favor de The Young Bucks.

##### Rampage 15 de julio
- House of Black (Malakai Black & Brody King) (con Julia Hart) derrotaron a The Dark Order (Alex Reynolds & John Silver).
  - King cubrió a Reynolds después de un «Gonzo Bomb».
  - Después de la lucha, Darby Allin atacó a King.
- Jonathan Gresham (con Tully Blanchard) derrotó a Lee Moriarty (con Matt Sydal) y retuvo el Campeonato Mundial Indiscutido de ROH.
  - Gresham forzó a Moriarty a rendirse con un «Octopus».
  - Después de la lucha, Claudio Castagnoli confrontó a Gresham.
- Kris Statlander & Athena derrotaron a Robyn & Charlotte Renegade.
  - Athena cubrió a Charlotte después de un «Eclipse».
  - Después de la lucha, Leila Grey confrontó a Statlander & Athena, pero fueron atacadas por Jade Cargill & Kiera Hogan.
- Lucha Bros (Penta Oscuro & Rey Fénix) (con Alex Abrahantes) derrotaron a Private Party (Isiah Kassidy & Marq Quen) (con Andrade El Ídolo).
  - Fénix cubrió a Quen después de un «Black Fire Driver».
  - Durante la lucha, Andrade y Rush interfirieron a favor de Private Party, pero fueron detenidos por Abrahantes.

##### Semana 2: Dynamite 20 de julio
- Brody King derrotó a Darby Allin.
  - King cubrió a Allin después de un «Gonzo Bomb».
  - Después de la lucha, House of Black atacó a Allin & Sting, pero fueron detenidos por Miro.
- Blackpool Combat Club (Jon Moxley & Wheeler Yuta) derrotaron a Best Friends (Chuck Taylor & Trent Beretta).
  - Yuta cubrió a Taylor con un «Roll-Up».
- Christian Cage & Luchasaurus derrotaron a Varsity Blondes (Brian Pillman Jr. & Griff Garrison).
  - Cage cubrió a Pillman Jr. después de un «Chokeslam» de Luchasaurus.
  - Después de la lucha, Jungle Boy hizo su regreso y confrontó a Cage.
- Ricky Starks derrotó a Cole Karter y retuvo el Campeonato FTW.
  - Starks cubrió a Karter después de un «Spear».
  - Después de la lucha, Danhausen confrontó a Starks.
- The Baddies (Jade Cargill & Kiera Hogan) (con Stokely Hathaway) derrotaron a Athena & Willow Nightingale.
  - Cargill cubrió a Willow después de un «Jaded».
  - Durante la lucha, Hathaway interfirió a favor de The Baddies.
- Chris Jericho derrotó a Eddie Kingston (con Ruby Soho) en un Barbed Wire Deathmatch.
  - Jericho cubrió a Kingston después de un «Judas Effect».
  - Los integrantes de Jericho Appreciation Society estuvieron dentro de una jaula de tiburones sobre el cuadrilátero.
  - Durante la lucha, TayJay (Tay Conti & Anna Jay) atacaron a Soho y liberaron a Jericho Appreciation Society dentro de la jaula de tiburones.
    - Antes de lo sucedido Jay detuvo a Conti, pero poco después Jay atacó a Soho cambiando a heel por primera vez en su carrera.

  - Durante la lucha, Jericho Appreciation Society interfirieron a favor de Jericho, mientras que Santana & Ortiz y Blackpool Combat Club interfirieron a favor de Kingston.
  - Después de la Lucha, Kingston atacó a Jericho y lo lanzó a la mesa de alambre de espinos.

##### Rampage 22 de julio
- "Hangman" Adam Page & John Silver derrotaron a The Butcher & The Blade.
  - Page cubrió a The Butcher después de un «Buckshot Lariat».
- Lee Moriarty (con Matt Sydal) derrotó a Dante Martin.
  - Moriarty cubrió a Martin con un «Roll-Up».
  - Después de la lucha, Sydal confrontó a Moriarty.
- Dr. Britt Baker D.M.D & Jamie Hayter (con Rebel) derrotaron a Skye Blue & Ashley D'Amboise.
  - Baker forzó a D'Amboise a rendirse con un «Lockjaw».
- Jay Lethal (con Sonjay Dutt & Satnam Singh) derrotó a Christopher Daniels. 
  - Lethal cubrió a Daniels después de un «Lethal Injection».
  - Durante lucha, Singh & Dutt interfirieron a favor de Lethal.
  - Después de la lucha, Lethal, Singh & Dutt atacaron a Daniels.

### 2023
Fyter Fest 2023 será un especial de televisión que se transmitirá en vivo por el canal televisivo estadounidense TBS, como especiales de los programas de televisión semanales Dynamite,  Rampage  y Collision del 23 y del 26 de agosto de 2023, desde el Gas South Arena en Duluth, Georgia.

#### Resultados

##### Dynamite 23 de agosto
- Jon Moxley derrotó a Rey Fénix (con Alex Abrahantes).
  - Moxley dejó inconsciente a Fénix después de un «Bulldog Choke».
  - Después de la lucha, Blackpool Combat Club (Moxley, Claudio Castagnoli & Wheeler Yuta), Santana & Ortiz atacaron a Fénix, Eddie Kingston y Penta El Zero M, pero fueron detenidos por Best Friends (Chuck Taylor, Trent Beretta & Orange Cassidy).
- Darby Allin & Nick Wayne derrotaron a Mogul Embassy (Swerve Strickland & AR Fox) (con Prince Nana) en un Texas Tornado Tag Team Match.
  - Wayne cubrió a Fox con un «Roll-Up».
  - Después de la lucha, Strickland traicionó a Fox siendo atacado por Brian Cage.
- Ruby Soho derrotó a Skye Blue.
  - Soho cubrió a Blue después de un «Destination Unknown».
- Aussie Open (Mark Davis & Kyle Fletcher) derrotaron a The Hardys (Matt Hardy & Jeff Hardy) y retuvieron el Campeonato Mundial en Parejas de ROH.
  - Fletcher cubrió a Jeff después de un «Assisted Neckbreaker».
  - Después de la lucha, MJF & Adam Cole confrontaron y atacaron a Aussie Open.

##### Rampage 25 de agosto
- Orange Cassidy derroto a Aaron Solo (con Harley Cameron) y retuvo el Campeonato Internacional de AEW.
  - Cassidy cubrió a Solo después de un «Orange Punch», seguido de un «Beach Break».
  - Durante la lucha, Cameron interfirió a favor de Solo.
- QT Marshall derrotó a Gravity y retuvo el Campeonato Latinoamericano de AAA.
  - Marshall cubrió a Gravity después de un «Powerbomb».
- Luchasaurus (con Christian Cage) derrotó a Ray Jones.
  - Luchasaurus cubrió a Jones después de un «Chokeslam».
- The Outcasts (Saraya & Toni Storm) (con Ruby Soho) derrotaron a Dr. Britt Baker D.M.D. & Hikaru Shida.
  - Storm cubrió a Baker después de ser atacada por Shida.
  - Durante la lucha, Soho interfirió a favor de The Outcasts, mientras que Kris Statlander lo hizo a favor de Baker & Shida.

##### Collision 26 de agosto
- Orange Cassidy, Eddie Kingston & Penta El Zero M (con Alex Abrahantes) derrotaron a The Butcher, The Blade & Kip Sabian (con Penelope Ford).
  - Kingston cubrió a Sabian después de un «Backfist to the Future».
  - Durante la lucha, Ford interfirió a favor de Sabian, The Butcher & The Blade.
- The Dark Order (Alex Reynolds & John Silver) derrotaron a Darius Martin & Action Andretti.
  - Reynolds cubrió a Martin después de un «Double Jackknife Powerbomb».
- Big Bill (con Ricky Starks) derrotó a Vary Morales.
  - Bill cubrió a Morales después de un «Chokeslam».
  - Después de la lucha, Starks atacó a Morales.
- Willow Nightingale derrotó a Robyn Renegade (con Charlette Renegade).
  - Nightingale cubrió a Robyn después de un «Doctor Boom».
  - Durante la lucha, Charlotte interfirió a favor de Robyn.
- Keith Lee derrotó a Zicky Dice.
  - Lee cubrió a Dice después de un «Big Bang Cathastrophe».
- CM Punk, Darby Allin, Sting & Hook derrotaron a Jay White, Luchasaurus y Mogul Embassy (Brian Cage & Swerve Strickland) (con Prince Nana & Christian Cage).
  - Punk forzó a Brian a rendirse con un «Coquina Clutch».
  - Durante la lucha, Christian interfirio a favor de los heels.
  - Después de la lucha, Samoa Joe atacó a Punk, mientras que Jack Perry atacó a Hook, y Christian y Strickland atacaron a Sting & Allin.

### 2025
Fyter Fest 2025 fue un especial de televisión que se transmitió en vivo por el canal televisivo estadounidense TBS y el servicio de streaming Max, como especial del programa de televisión semanal Dynamite el 4 de junio de 2025, desde el Mission Ballroom en Denver, Colorado.

#### Resultados

##### Dynamite
- Jon Moxley (con Marina Shafir) derrotó a Mark Briscoe.
  - Moxley dejó inconsciente a Briscoe con un «Buldog Choke».
  - Durante la lucha, Wheeler Yuta interfirió a favor de Moxley.
  - El Campeonato Mundial de AEW de Moxley no estuvo en juego.
- «Timeless» Toni Storm & Mina Shirakawa derrotaron a Julia Hart & Skye Blue.
  - Storm forzó a Blue a rendirse con un «Chicken Wing».
- Mike Bailey, Komander & Kevin Knight (con Alex Abrahantes) derrotaron a La Faccion Ingobernable (Rush, Dralístico & The Beast Mortos).
  - Knight cubrió a Dralístico después de un «UFO Splash».
  - Después de la lucha, The Hurt Syndicate (Bobby Lashley, Shelton Benjamin & MJF) atacaron a Bailey, Dralistico & Knight.
- Powerhouse Hobbs derrotó a Max Caster.
  - Hobbs cubrió a Caster después de un «Spinebuster».
- Kenny Omega derrotó a Brody King, Claudio Castagnoli y Máscara Dorada y retuvo el Campeonato Internacional de AEW.
  - Omega cubrió a Dorada después de un «One Winged Angel».
  - Después de la lucha, Kazuchika Okada confrontó a Omega.

##### Collision
- Will Ospreay derrotó a Lio Rush (con Action Andretti).
  - Ospreay cubrió a Rush después de un «Styles Crash».
  - Después de la lucha, CRU atacaron a Ospreay, pero fueron detenidos por «Hangman» Adam Page.
- FTR (Cash Wheeler & Dax Harwood) (con Stokely) derrotó a Atlantis Jr. & Templario.
  - Harwood cubrió a Templario con un «Roll-Up».
- Don Callis Family (Kyle Fletcher, Konosuke Takeshita & Hechicero) derrotó a Bandido & The Outrunners (Turbo Floyd & Truth Magnum).
  - Fletcher cubrió a Bandido después de un «Raging Fire» de Takeshita.
- Nick Wayne (con Christian Cage & Shayna Wayne) derrotó a Sammy Guevara, AR Fox y Lee Johnson (con Blake Christian) y retuvo el Campeonato Mundial Televisivo de ROH.
  - Wayne cubrió a Fox después de un «Prodigy Driver».
  - Durante la lucha, Christian interfirió a favor de Johnson.
- Thekla derrotó a Lady Frost.
  - Thekla forzó a Frost a rendirse con un «Death Trap».
  - Después de la lucha, Thekla atacó a Frost, pero fue detenida por Queen Aminata.
- Paragon (Adam Cole, Kyle O'Reilly & Roderick Strong) & Daniel Garcia derrotaron a Don Callis Family (Josh Alexander, Lance Archer, Rocky Romero & Trent Beretta) (con Don Callis).
  - Cole cubrió a Romero después de un «The Boom».